# Lempuyang (Tanara)
Lempuyang is een bestuurslaag in het regentschap Serang van de provincie Banten, Indonesië. Lempuyang telt 5926 inwoners (volkstelling 2010).